# Mitterteich

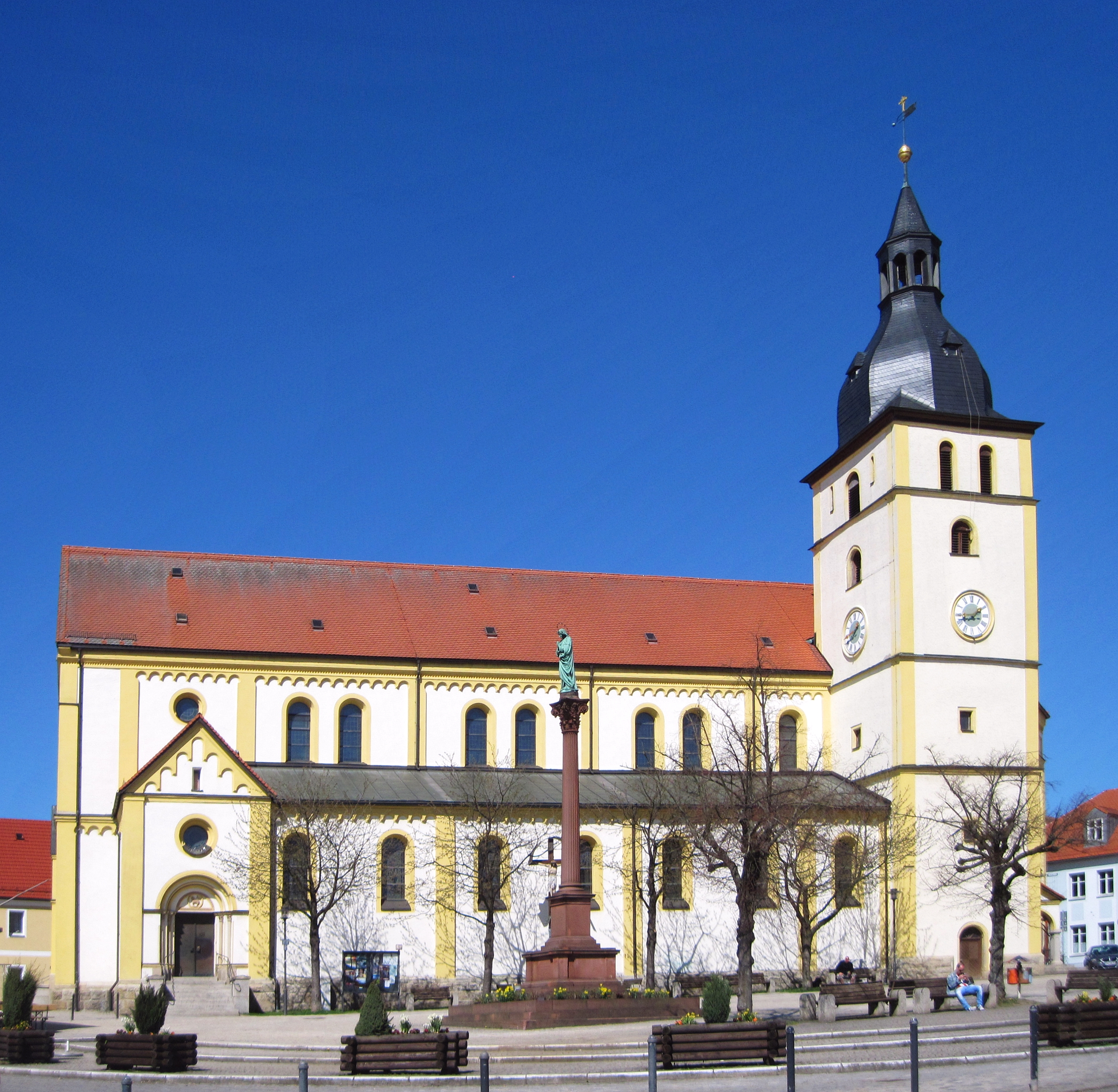
Kirche St. Jakob mit Turm von 1606 als Wahrzeichen von Mitterteich

Mitterteich (nordbairisch Miderdeich) ist eine Stadt im Oberpfälzer Landkreis Tirschenreuth, Sitz der Verwaltungsgemeinschaft Mitterteich und liegt an der bayerischen Porzellanstraße.

## Geografie
Die durch Glas- und Porzellanfabrikation bekannte Stadt liegt an der bayerischen Porzellanstraße im Oberpfälzer Stiftland, ca. 30 km nördlich von Weiden.

### Nachbargemeinden
| Pechbrunn 6 km | Konnersreuth 7 km                           | Waldsassen 8 km     |
|                | Kompassrose, die auf Nachbargemeinden zeigt | Leonberg 3 km       |
| Wiesau 6 km    | Falkenberg 10 km                            | Tirschenreuth 11 km |

### Gemeindegliederung
Die Stadtgemeinde Mitterteich hat elf Gemeindeteile (in Klammern ist der Siedlungstyp angegeben):
- Großbüchlberg (Dorf)
- Großensterz (Dorf)
- Gulg (Weiler)
- Hammermühle (Einöde)
- Kleinbüchlberg (Dorf)
- Kleinsterz (Dorf)
- Mitterteich (Hauptort)
- Oberteich (Dorf)
- Pechofen (Dorf)
- Pleußen (Dorf)
- Steinmühle (Pfarrdorf)

Es gibt die Gemarkungen Großensterz, Mitterteich, Pechbrunn (nur Gemarkungsteil 1), Pleußen (nur Gemarkungsteil 1) und Wiesau (nur Gemarkungsteil 1).

## Geschichte

### Bis zum 19. Jahrhundert
Mitterteich wurde erstmals 1185 mit dem Namen „Dich“ in einer päpstlichen Schutzbulle erwähnt. Das Dorf gelangte 1277 in den Besitz des Klosters Waldsassen. 1501 erhielt Mitterteich als Neugründung des Klosters an der Straße von Nürnberg nach Eger (Cheb) Marktrechte. Diese wurden am 12. August 1516 um die Rechte erweitert, Bier auszuschenken und Wochenmärkte abzuhalten. Gleichzeitig verlieh Abt Andreas Metzel das (mit Unterbrechung) bis heute verwendete Wappen. Zudem bekamen die Mitterteicher das Recht, die niedere Gerichtsbarkeit auszuüben. Im Jahre 1565 wurde in Mitterteich eine lutherische Pfarrei eingerichtet. Durch neue Marktfreiheiten seit 1568 wuchs die wirtschaftliche Bedeutung des Marktes weiter. Es durften Viehmärkte abgehalten und Salzhandel betrieben werden. Im Dreißigjährigen Krieg wurde die Marktgemeinde fast völlig zerstört. Eine katholische Pfarrei wurde 1665 gegründet. Durch die Inbetriebnahme der Eisenbahnlinien Mitterteich – Eger und Schwandorf – Mitterteich in den Jahren 1864 und 1865 brach auch in Mitterteich das Industriezeitalter an. 1882 siedelte sich eine Glashütte an, die mit der Produktion von Spiegel- und Tafelglas begann. 1886 gründete Ludwig Lindner die erste Porzellanfabrik (später Porzellanfabrik Mitterteich AG), der 1899 die Porzellanfabrik Julius Rother folgte.

### 20. Jahrhundert
Seit 1932 ist Mitterteich eine Stadt. Im Jahre 1951 wurde eine Knabenschule gebaut, 1955 erfolgte im benachbarten Kloster Fockenfeld die Gründung eines privaten Gymnasiums für Jungen. 1964 folgte der Neubau der Grundschule und 1973 der einer Hauptschule. 1977 wurde das Zwischenlager Mitterteich errichtet, in dem unter anderem kontaminierte Stahlteile aus dem Kernkraftwerk Gundremmingen bei Günzburg zwischengelagert werden. 1988 wurde mit einer umfassenden Stadtsanierung zur Verschönerung des Stadtbildes begonnen.

### 21. Jahrhundert
2005 wurde nach langem Ringen die Porzellanfabrik Mitterteich geschlossen. Nach Schließung der beiden Werke wurde das Werk A teilweise abgebrochen und neu erschlossen, so entstand ein Museum für Glas und Porzellan, sowie auch zusätzliche Räume für Vereine und örtliche Firmen, das Werk B gehört seitdem zur Firma Glapor. Die Marke der Porzellanfabrik wurde an ein türkisches Unternehmen verkauft, welches auch heute noch den Werksverkauf mit der Marke "Mitterteich" im ehemaligen Werk A der Fabrik betreibt. Im Zuge der Neuordnung des Areals wurde das Bahnareal und die Straßenführung entscheidend geändert. 
Am 18. März 2020 verhängte das Landratsamt Tirschenreuth aufgrund der COVID-19-Pandemie im Landkreis Tirschenreuth für die Stadt Mitterteich die erste Ausgangssperre in der Bundesrepublik Deutschland, nachdem dort zuvor fünfundzwanzig Fälle der Krankheit bestätigt worden waren.

### Eingemeindungen
Im Zuge der Gebietsreform in Bayern wurde am 1. April 1971 die Gemeinde Großensterz mit den Gemeindeteilen Kleinsterz und Hammermühle eingegliedert. Am 1. Juli 1972 kam ein Teil der aufgelösten Gemeinde Pleußen mit den Gemeindeteilen Steinmühle und Gulg hinzu. Gebietsteile der Gemeinde Pechbrunn (Großbüchlberg, Kleinbüchlberg, Oberteich und Pechofen) folgten am 1. Mai 1978.

### Einwohnerentwicklung
Zwischen 1988 und 2018 sank die Einwohnerzahl von 7290 auf 6596 um 694 bzw. um 9,5 %.

## Religionen
In Mitterteich gibt es eine katholische und eine evangelisch-lutherische Pfarrei. Die katholische Pfarrkirche St. Jakob wurde 1890 errichtet, die evangelische Kirche im Jahre 1897, beide im neoromanischen Stil. Weiterhin besteht ein Königreichssaal der Zeugen Jehovas. 2011 waren fast 80 % der Bevölkerung römisch-katholisch.

## Politik

### Stadtrat und Bürgermeister
Nach der Gemeinderatswahl 2020 sind im Stadtrat vier Fraktionen vertreten:
|      | CSU  | CSU   | SPD  | SPD   | Freie Wähler | Freie Wähler | Wählergemeinschaft „Zukunft Mitterteich“ | Wählergemeinschaft „Zukunft Mitterteich“ | Gesamt | Gesamt |
| 2020 | %    | Sitze | %    | Sitze | %            | Sitze        | %                                        | Sitze                                    | %      | Sitze  |
| 2020 | 39,2 | 8     | 19,5 | 4     | 18,5         | 4            | 22,8                                     | 4                                        | 100    | 20     |

Erster Bürgermeister ist seit 1. Mai 2020 Stefan Grillmeier (CSU). Er gehört kraft seines Amtes ebenfalls dem Gemeinderat an.

### Partnergemeinden
- Cheddleton / Wetley Rocks, Vereinigtes Königreich

## Wappen
| Wappen von Mitterteich | Blasonierung: „Über blauem Wellenbalken in Schwarz ein silberner Pfahl, darin ein linksgewendeter schwarzer Abtstab; unten in Silber nebeneinander drei grüne Blumen.“ |
| Wappen von Mitterteich | Das Wappen ist seit 1615 bekannt und wurde 1967 erneuert. |

## Kultur und Sehenswürdigkeiten

### Museen
- Porzellanmuseum im Werk A der ehemaligen Porzellanfabrik Mitterteich.

### Bauwerke
- Historisches Rathaus (erbaut 1731)
- Mariensäule auf dem Marktplatz
- Katholische Stadtpfarrkirche St. Jakob (1890)
- Evangelische Christuskirche (1897)
- Sagenbrunnen Der Schmied von Mitterteich von Engelbert Süss aus Pfreimd
- Heimatbrunnen am Johannisplatz
- Friedhofskapelle von 1780 mit vier Totentanzdarstellungen
- Kriegerdenkmal von 1933 an der Waldsassener Straße

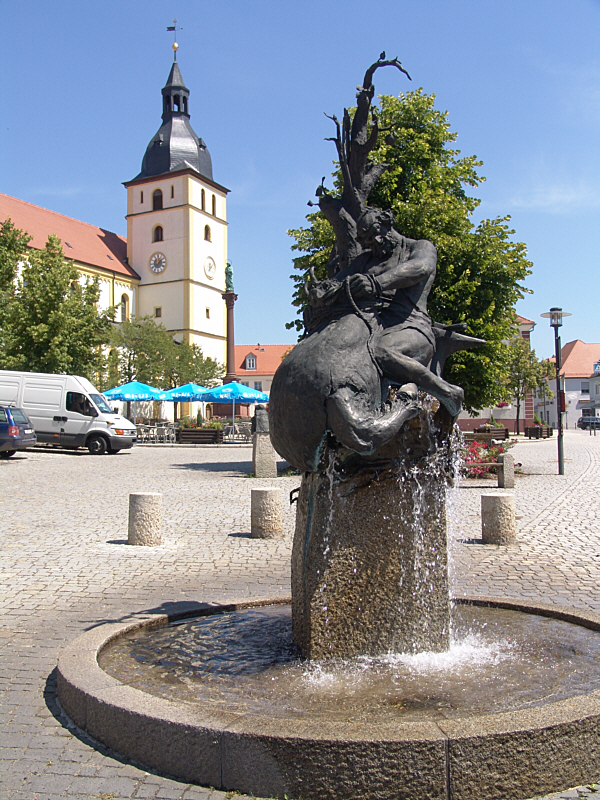
Sagenbrunnen und Stadtpfarrkirche
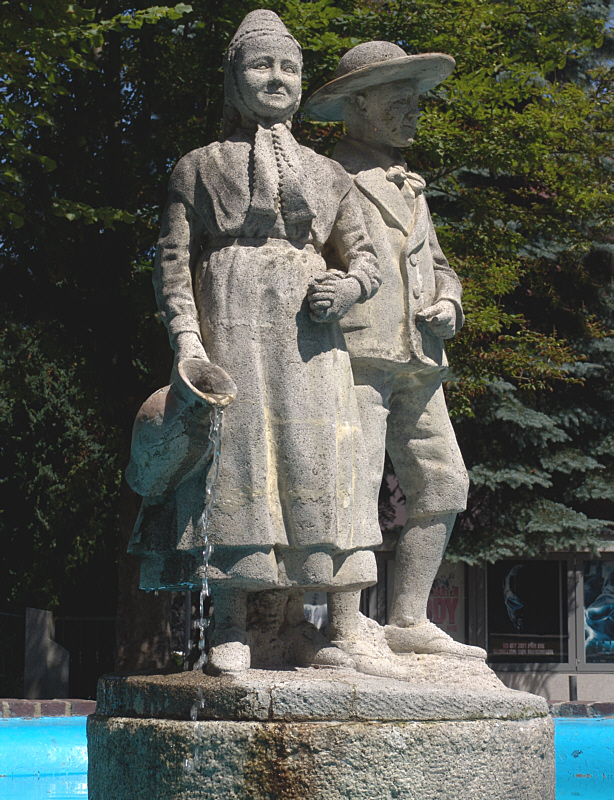
Heimatbrunnen
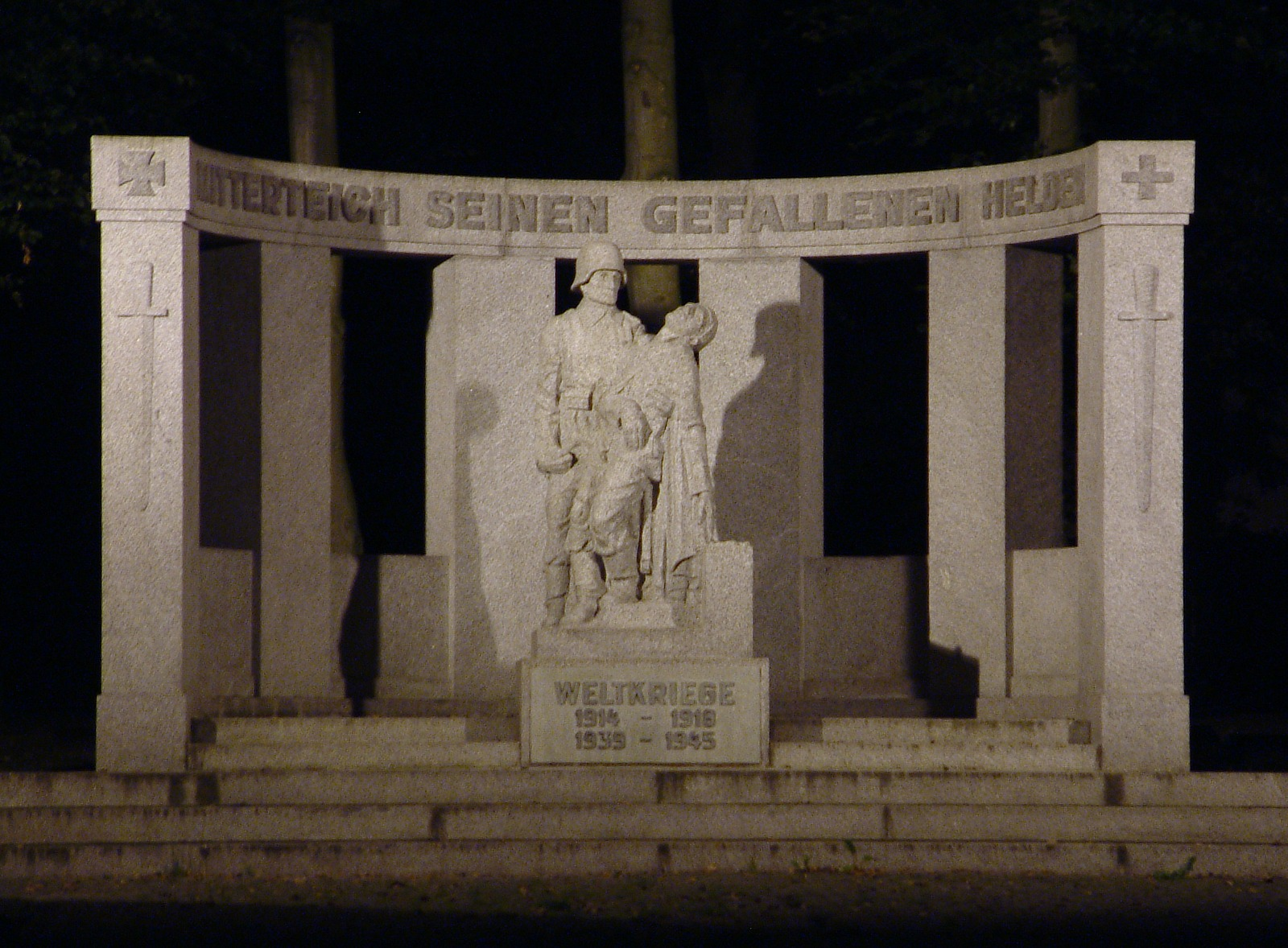
Kriegerdenkmal
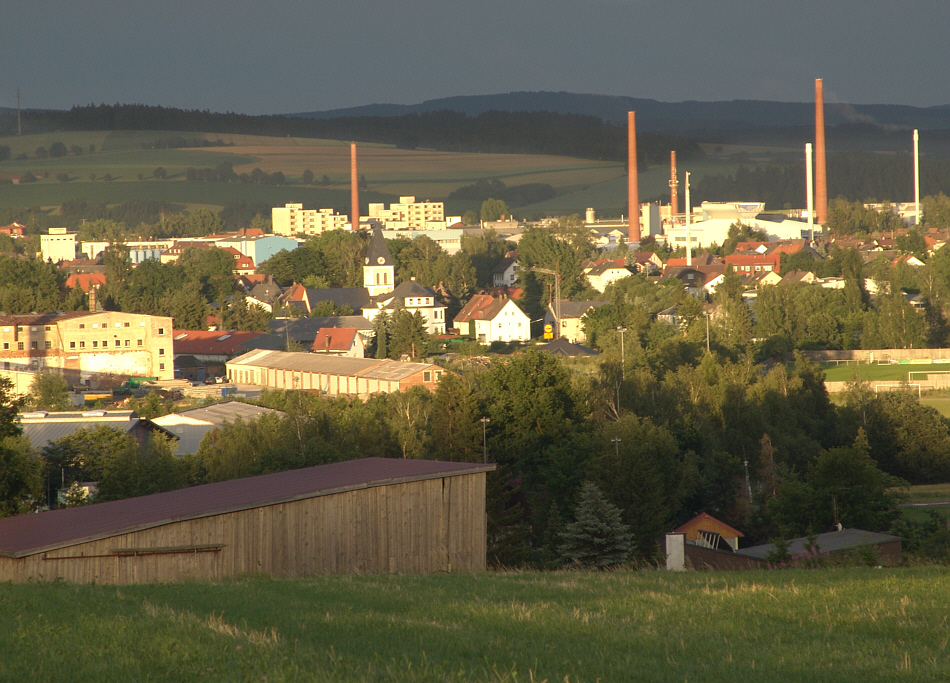
Blick auf Mitterteich
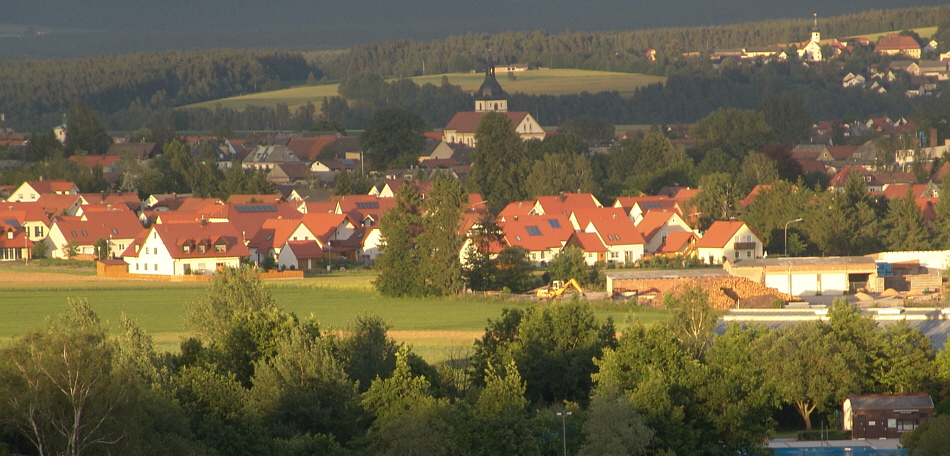
Der nordwestliche Teil von Mitterteich

## Bodendenkmäler

### Sport und Freizeit
Vom 26. Februar bis 1. März 1959 fand unter der Leitung des örtlichen Billardclubs im „Gasthof zum Bären“ die 26. Deutsche Dreiband-Meisterschaft statt. Sieger wurde zum 15. Mal der Duisburger August Tiedtke.
- Eissporthalle (eröffnet 1993)
- Beheiztes Freibad
- Hallenbad
- Tennisplätze
- Tennishalle
- Sommerrodelbahn (im Ortsteil Großbüchlberg)

#### Sportvereine
- 1. Minigolfclub Mitterteich-Großbüchlberg e. V.
- ATS Mitterteich 1910 e. V.
  - Eisstockschießen
  - Fußball
  - Leichtathletik
  - Fahrrad
- EHC Stiftland Mitterteich
  - Eishockey
- Kegelclub 1971 – ATS Mitterteich
- Modellsportgruppe Stiftland e. V.
- MSC Stiftland im ADAC e. V. 
  - Motorcross
  - Enduro
  - Trial
- MVM Motorsportverein Mitterteich
- SKC Gut Holz Mitterteich 1983
- SV Mitterteich 1919 e. V.
  - Tennis
  - Fußball
- Tauchclub Nautilus Mitterteich e. V.
- TuS 1892 Mitterteich e. V
  - Eiskunstlauf
  - Ski
  - Karate
  - Schwimmen
  - Turnen
  - Volleyball

### Kulinarische Spezialitäten
- Zoiglausschank in zwei Zoiglwirtschaften

### Traditionen
In Mitterteich ist der Osterbrauch des Oierhiartns besonders lebendig geblieben.

## Wirtschaft und Infrastruktur

### Verkehr
Mitterteich ist über die A 93 und die B 15 erreichbar. Die B 299 umgeht Mitterteich im Süden und Osten weiträumig. Die Bahnstrecke Wiesau–Cheb ist stillgelegt. Die nächsten Bahnstationen sind Wiesau (Bahnstrecke Weiden–Oberkotzau) und Marktredwitz (Bahnstrecke Nürnberg–Cheb).

### Ansässige Unternehmen
- Schott AG Standort Mitterteich
- BKK ProVita (ehemals BKK Schott-Rohrglas)
- Zwischenlager Mitterteich, Sammelstelle und Zwischenlager für radioaktive Abfälle aus Medizin, Industrie und kerntechnischen Anlagen
- Privatbrauerei Hösl

### Öffentliche Einrichtungen
- Werkstätte für Behinderte „Stiftlandwerkstätten St. Elisabeth“
- Bücherei
- Kinderhort der Caritas
- Mehrzweckhalle
- Städtischer Kindergarten
- Katholischer Kindergarten
- Lernstube
- Mehrgenerationenhaus
- Kommunbrauhaus (siehe auch Zoigl)
- Freiwillige Feuerwehren Mitterteich, Pleußen, Großensterz und Pechofen
- Kreislehrgarten „An der Wehrpoint“ des Kreisverbands für Gartenbau und Landespflege Tirschenreuth e. V. Dargestellt sind auf dem 1,2 Hektar großen Gelände auch die Gesteinsformationen der Region in Form von Findlingen.

### Bildung
- Otto-Wels-Mittelschule
- Theobald-Schrems-Grundschule
- Förderzentrum der Lebenshilfe Tirschenreuth

## Persönlichkeiten

### Ehrenbürger
- Andreas Schiffmann (1836–1918), Geistlicher Rat (1896)[15]
- Karl Stingl (1864–1936), Reichspostminister
- Josef Neidl (1896–1976), Geistlicher Rat (1956)

### Söhne und Töchter der Stadt
- Jeff Beer (* 1952), Künstler
- Thomas Dennerlein (1847–1903), Bildhauer
- Michael Lindner (1880–1941), Heimat- und Landschaftsmaler
- Fritz Rüth (1905–1986), deutscher Oberfinanzpräsident und Vorstandsvorsitzender des Bundesverbands Deutscher Stiftungen
- Theobald Schrems (1893–1963), Domkapellmeister und Chorleiter der Regensburger Domspatzen

### Mit Mitterteich verbundene Persönlichkeiten
- Ernst Dietz (* 1943 in Waldsassen), Lehrer, Politiker (CSU), unter anderem Mitglied des Landtags in Bayern, wohnte in Mitterteich
- Max von der Grün (1926–2005), Schriftsteller
- Herbert Molwitz (1901–1970), Künstler
- Karl Erb, ein Wehrmachtssoldat, der sich im Zweiten Weltkrieg wegen der unausweichlichen Kapitulation gegen die sinnlose Verteidigung seiner Heimat wandte. Karl Erb wurde daraufhin kurz vor dem Einmarsch der US-amerikanischen Truppen auf dem Marktplatz in Mitterteich hingerichtet. Die Stadt Mitterteich benannte zu seinem Andenken eine Straße nach ihm. Seine Eltern stifteten eine Gedenktafel, die neben dem Straßenschild angebracht ist.[16]
- Christian Neuper (1876–1950), Bildhauer aus Weißenstadt, schuf das Mitterteicher Kriegerdenkmal.